# Димитров, Страшимир (геолог)
Страшимир Георгиев Димитров (1892, София — 1960, там же) — болгарский геолог-петрограф, педагог, профессор (1941), академик Болгарской академии наук (1947). Известен работами в области минералогии.

## Биография
Окончил естественно-исторический факультет Софийского университета Св. Климента Охридского в 1914 году.
В 1927—1928 года стажировался в области нефтедобычи в университете Гейдельберга.
Доцент кафедры минералогии и петрографии Софийского университета (с 1920), доцент (с 1937), профессор (с 1941), академик (с 1947).
В 1941—1960 годах — заведующий кафедры минералогии и петрографии. Секретарь отделения геологических и химических наук Болгарской академии наук (1950—1959).
В 1959—1960 годах — вице-президент Болгарской академии наук.
На протяжении многих лет читал курс лекций по минералогии и петрографии, магнитным и метаморфическим породам Болгарии в столияном университете.
Является автором ряда университетских учебников, в том числе
- «Краткий курс петрографии»;
- «Минералогия»;
- «Общая петрография»;
- «Специальная петрография».

Избирался депутатом Народного собрания Болгарии (1957-1962).

## Награды
- Орден Народной Республики Болгария 1 степени
- Димитровская премия